# Magister officiorum

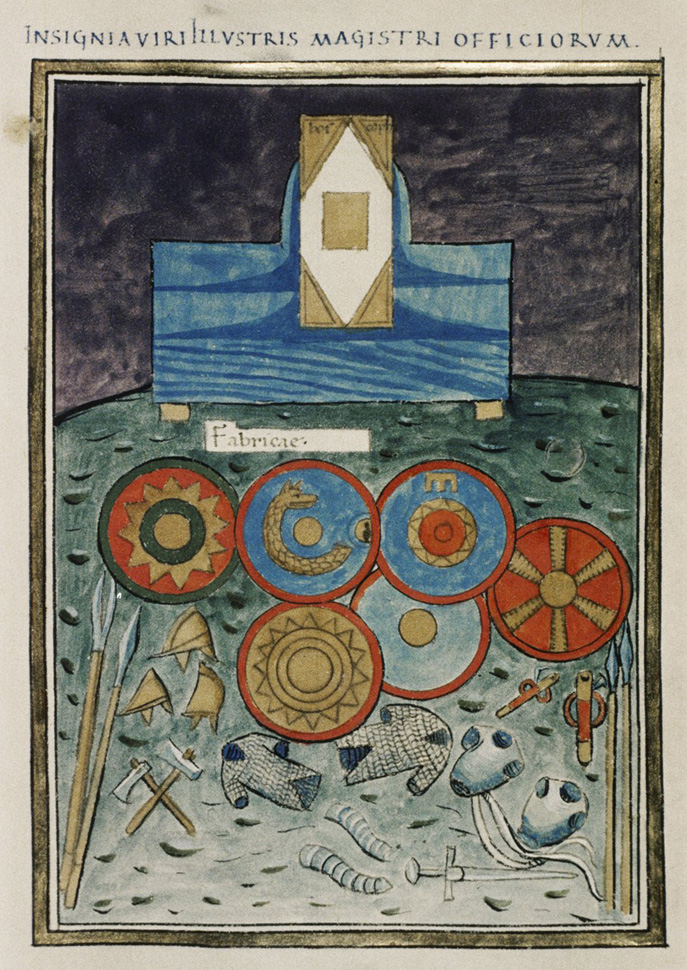
Insignias de un magister officiorum del Imperio romano de Oriente, en el Notitia dignitatum: el título del cargo sobre un soporte, escudos con los emblemas de las unidades de la Scholæ palatinæ, y una variedad de armas y armaduras que atestiguan la supervisión sobre los arsenales imperiales.

Magister officiorum (latín literalmente "maestro de los cargos" o "maestro de los oficios", en griego: μάγιστρος τῶν ὀφφικίων, mágistros tōn offikíōn) era la denominación que tenía un alto funcionario a finales del Imperio romano y los primeros siglos del Imperio bizantino. 
Se encontraba en posesión de amplios poderes, en especial de todos aquellos próximos al emperador romano. En Bizancio, el cargo se transformó finalmente en una dignidad, un alto rango honorario denominado magistros (en griego: μάγιστρος; derivado: protomagistros, πρωτομάγιστρος, "primer magistros"), hasta que desapareció finalmente en el siglo XII.

## Características
El cargo aparece por primera vez hacia 320 en las cortes de los emperadores Constantino I y Licinio. No obstante, probablemente sería creado poco después de 312-313, como parte de un intento por limitar el poder del prefecto del pretorio (praefectus praetorio), el principal funcionario administrativo de los emperadores romanos.
Originalmente mantuvo el rango de tribuno, pero por su acumulación de responsabilidades para el funcionamiento de la burocracia central y sus contactos llegó a ocupar una posición solo debajo de los prefectos del pretorio. El magister officiorum cumplía funciones equivalentes a un superintendente general de los servicios del Palacio imperial o Canciller: dirigía la sacra scrinia, controlaba los servicios de información, la guardia imperial y la fabricación de las armas para esta unidad, así como el servicio postal romano. Se encargaba igualmente de organizar las recepciones y audiencias del emperador, del conjunto del personal de palacio adscrito directamente a atender a este y gestionaba todas las cuestiones internas.
Con la creación del Imperio romano de Oriente, la figura del magister officiorum se estableció allí con idénticas funciones con la muerte de Teodosio I. Las responsabilidades de los magister officiorum se incrementaron en el campo civil a partir de mediados del siglo V, y con Justiniano I llegaron a alcanzar tareas diplomáticas.
El rey ostrogodo Teodorico mantuvo la usanza y nombró al afamado Casiodoro como magister officiorum en la corte de Rávena.